# Choara (Marroc)
Choara (en àrab الشعراء, ax-Xuʿarāʾ; en amazic ⵛⵓⵄⴰⵕⴰ) és una comuna rural de la província d'El Kelâa des Sraghna, a la regió de Marràqueix-Safi, al Marroc. Segons el cens de 2014 tenia una població total de 11.023 persones.